# 3 pluviôse
3 nivôse 3 ventôse
Le tridi 3 pluviôse, officiellement dénommé jour du fragon, est le 123e jour de l'année du calendrier républicain.
C'était généralement le 22e jour du mois de janvier dans le calendrier grégorien.